# Guadua tagoara
La taguara del Paraguay (Guadua tagoara) es una especie botánica de la subfamilia de las gramíneas Bambusoideae, que tiene su hábitat en las orillas de los ríos de las selvas tropicales y subtropicales de la Mata atlántica.

## Distribución
Es propia de las selvas del sudeste del Brasil, en los estados de Paraná, y Santa Catarina; en altitudes de entre 200 y 400 m s. n. m.

## Descripción
Planta rizomatosa, perenne, erecta en la base.
Florece una sola vez en su vida. 
Prefiere suelos areno-limosos, arcillosos, profundos; con una temperatura media anual de entre 18 y 28 Cº, una precipitación superior a 1700 mm y una humedad relativa de al menos 80 %.

## Ecología
Los tallos forman matorrales y manchas en suelos húmedos de las orillas de ríos y demás áreas bajas y húmedas.